# 중국의 장벽
중국의 장벽(Die Chinesische Mauer)은 1946년 초연된 막스 프리슈의 희곡이다. 중국의 장벽은 공간과 시간의 경계를 넘어서는 극작술을 통해, 정치사회적인 계몽성을 강조하는 작품이다. 미국과 유럽, 중국, 이집트를 무대 위에서 언급하면서, 인간의 역사가 시작하는 처음과 마지막을 하나의 동일한 시간으로 묶어 놓았다. 막스 프리슈는 이러한 극작술을 통해 과거와 현재가 만나면 뭔가 숨겨진 것 즉, 비인간적인 지배 방식이 폭로될 것이라고 본다.
초연 공연 당시 팸플릿 문구는 “이 연극은 우리 영혼의 일상을 보여 줍니다. 우린 이런 무대를 매일같이 머릿속에 지니고 살아갑니다.”로 적혀있다. 여기서 말한 ‘이런 무대’는 자연과학자들이 인류의 미래를 위협하는 현실을 의미하는 것이며, 이 세상이 어떻게 멸망하게 될 것인지에 대한 예측이 가능한 현재와 독선적이고 독재적이며 국민을 무시하고 제국주의적 열망에 사로잡혀 권력을 독차지하려는 과거 인물들과 연관된 무대다. 만일 정치제도가 달라진다면, 인류가 살아날 수 있는 방법을 찾을 수 있을 것이고, ＜중국의 장벽＞을 쓴 이유는 대량 학살과 인류 멸망의 위기 앞에서, 인류의 생존을 위한 것이라고 막스 프리슈는 말하고 있다.